# Esperanza (Cuba)
Esperanza, también llamado La Esperanza, es una localidad y consejo popular del municipio de Ranchuelo perteneciente a la provincia de Villa Clara, Cuba.

## Historia
Fundado el 24 de septiembre de 1809, su primer asentamiento fue en el sitio de Acevedo, perteneciente a la hacienda de Antón o Antonio Díaz y una vez convertido en partido abarcó otras haciendas como Nombre de Dios, Jicotea, Las Nuevas, San Marcos y Lugones, durante la corriente colonizadora del territorio villareño a inicios del siglo XIX.
Inicialmente fue llamado Puerta de Golpe, porque -según la tradición oral- se encontraba el asentamiento en el camino de Santa Clara hacia La Habana y en dicho lugar existía un portón, que al cerrarse de golpe producía un sonido característico.
Sus fundadores principales fueron:
- José Francisco Lleonart, médico cirujano, originario de Sevilla.
- Rafael de la Cruz Marrero, natural de Canarias.
- Leonardo Tejeda, de Cataluña.
- Gabriel Martínez, de Villa Clara.

Marrerro, dueño de un establecimiento de víveres, construyó en su hacienda "Nombre de Dios" un oratorio privado en 1814.
El mismo Marrero promovió junto con Lleonart, Antonio García y José María Morales que dicho oratorio fuese bendecido como capilla el 19 de mayo de 1815 para celebrar misa, hizo la bendición el presbítero José Dionisio Veitía. El presbítero José de Jesús Ledon fue nombrado capellán. 
En 1817 se construyó una casa de madera y guano de 16 varas de largo, en un águlo del sitio destinado para la plaza, esto impulso el poblamiento llegando a tener 64 casas, 8 tiendas y 300 habitantes.
El 3 de enero de 1818 nació en Santa Clara, Esperanza Genoveva Lleonart y Castellón, hija de uno de los fundadores, el médico Lleonart, en su honor a la capilla se le dio el nombre de "Nuestra Señora de la Esperanza. Desde entonces este nombre fue utilizándose sistemáticamente deviniendo en el actual Esperanza o La Esperanza.
El 16 de abril de 1818 se inauguró la iglesia parroquial bajo la advocación de "Nuestra Señora de la Esperanza", porque ya tenía el pueblo dicho nombre y tal importancia iba tomando, que un año más tarde el Ilustrísimo Monseñor Juan José Díaz de Espada y Fernández de Landa, Obispo de La Habana, bendijó la iglesia, cuyo primer párroco fue Gaspar de la Puente.
Sufrió los embates del huracán que azotará el territorio en octubre de 1825, el cual con su furia de vientos superiores a los 200 km/h, dañó muchas viviendas y casi destruyó la iglesia, que pudo abrir como un inmueble en duro para mayo de 1858, al mismo tiempo que el cementerio, comenzado dos años antes.
En 1840 fue elevada a capitanía pedánea y poco después se fundó el primer colegio, solo para varones, por el bachiller Don Juan Bautista Fernández.
En el censo de 1846 sumaba 146 casas, con 980 habitantes y establecimientos de todas clases.
La rotulación de las calles fue obra de Don José María Peláez en 1851: Real, que seguía la trama del camino que atravesaba la isla, Rosario, Gloria, Vigía, Ángel, Amargura y Santa Margarita entre otras.
El Ayuntamiento de Esperanza fue creado, de tercera clase, el 1 de enero de 1879 siendo síndico Gregorio Ramírez García.
En el año 1900 se celebraron las primeras elecciones municipales en el país. En La Esperanza resultó elegido el mismo Gregorio Ramírez García con 15 concejales. Este gobierno municipal comenzó a ejercer como tal a partir de 1901. 
Desde el 15 de marzo de 1913, Esperanza contó con las divisiones siguientes: Esperanza (casco urbano) y las comunidades rurales: Asiento Viejo, 
Jabonillar, Nuevas, Purial, San José y San Vicente.

## Ubicación y límites
El consejo popular Esperanza tiene una extensión de 70 km² y se ubica al norte del territorio municipal en una planicie rodeada de cerros aislados y un lago, y su plan urbano se desarrolla con forma cuadrada. 
Se localiza a 14 km al oeste de Santa Clara y aproximadamente 8 km al norte de Ranchuelo. Dista 26 km de Santo Domingo y 65 km de Cienfuegos.
Sus límites son:
- Norte: con los consejos populares de Conyedo y Jicotea.
- Sur: con los consejos populares Horqueta-Delicias y Diez de Octubre, siendo el Río Sagua La Grande, el límite físico con ambos.
- Oeste: con el consejo popular de Jicotea.
- Este: con el municipio de Santa Clara.

Es atravesada por la Carretera Central y es el extremo norte de la ruta nacional 112, procedente de Cienfuegos. Esta vía une el pueblo con la Autopista Nacional A1, en la salida Ranchuelo-Cienfuegos, ubicada 7 km al sur.
Cuenta también con una estación ferroviaria en el empalme de las líneas Habana-Santa Clara-Camagüey-Santiago de Cuba y Santa Clara-Cienfuegos.

## Población
Su población de 14 153 habitantes se distribuye en 5 asentamientos concentrados que integran 27 circunscripciones, de ellas 20 urbanas y 7 rurales.

## Ambiente
Desde 2002 es considerada área de impacto ambiental alto, perteneciente a la zona central donde se encuentran la concentración poblacional, con letrinas y fosas sépticas que comprometen la calidad sanitaria de las aguas subterráneas. 
Debido a los desechos orgánicos de los poblados así como por el uso de agroquímicos, hay impacto en las aguas superficiales, reflejado en la contaminación del río Sagua la Grande y del propio manto acuífero de la zona.

## Sitios de ínteres
Entre los lugares de interés histórico y cultural están:
- La primera casa fundada del poblado
- Iglesia Nuestra Señora de la Esperanza, valor arquitectónico y artístico
- Casa natal de Ángel Orlando Hernández González
- Casa de Gerardo A. Castellanos Lleonart[6]
- Círculo de Asociados "Nuevas Esperanzas", antiguo Casino Español, construcción de ladrillo y cemento, techo de tejas francesas, vitrales en la parte superior de la puerta y ventanas de la fachada
- Los Pocitos, construcción de mármol de 1884 con brocal del pozo de ladrillo y concreto que conserva el manantial desde el cual se suministraba agua a la población

## Personalidades
- Gerardo A. Castellanos Lleonart (1843-1923), llamado "el Cónsul Mambí", fue hijo de Gabriel Castellanos y Esperanza Genoveva Lleonart[7]
- Roberto Bermúdez López Ramos (1871-1898), General de Brigada del Ejército Libertador.[8]
- Carlos Aguiar, Coronel del Ejército Libertador.
- Ángel Orlando Hernández González (1932-1961), combatiente caído en Playa Larga.
- José A. Gutiérrez Muñiz (1924-), médico, ministro de salud pública 1972-1979.

## Desarrollo social
- Salud
  - Policlínico
  - Clínica Estomatológica, atención ambulatoria primaria
  - Sala de Rehabilitación
  - Casa de Abuelos (Hogar de Ancianos)

- Educación
  - Círculo Infantil
  - Escuela primaria "Francisco Javier Calvo Formoso"
  - Escuela secundaria básica "Francisco Javier Calvo Formoso"
  - Escuela Mixta "Camilo Cienfuegos"
    - Enseñanza técnica (de séptimo a noveno grado)
    - Enseñanza preuniversitaria (de décimo a duodécimo grado)

- Cultura
  - Casa de Cultura "Félix Humberto Álvarez Abreu"
  - Biblioteca "José A. Echeverría"
  - Librería "La Filosofía"

- Entretenimiento
  - Parque Infantil
  - Combinado Deportivo "Felipe Santiago Hernández"
  - Discoteca
  - Sala Cine Video